# Mongoloniscus sinensis
Mongoloniscus sinensis är en kräftdjursart som först beskrevs av Dollfus 1901.  Mongoloniscus sinensis ingår i släktet Mongoloniscus och familjen Trachelipodidae. Inga underarter finns listade i Catalogue of Life.